# Chris Tinkelenberg
George Christiaan ("Chris") Tinkelenberg (Hoorn, 31 augustus 1901 - Dongjum, 8 maart 1945) was een Nederlandse verzetsstrijder tijdens de Tweede Wereldoorlog en onderwijzer.

## Werkzaamheden
Tinkelenberg werd na zijn opleiding aan de Kweekschool, de Normaalschool te Alkmaar, leraar aan de MULO in Zierikzee. Tijdens de crisisjaren werkte hij als boekhouder na op wachtgeld gesteld te zijn en nadien verhuisde hij met zijn vrouw, Maria van Leeuwen, naar Friesland waar hij benoemd werd tot hoofd van de Openbare Lagere school in Sijbrandaburen.

## Verzetsactiviteiten
Tinkelenberg was commandant van het negende district van de Binnenlandse Strijdkrachten tijdens de Tweede Wereldoorlog in het district Midden Friesland. Zijn verzetsnaam was Schuman. Samen met zijn vrouw zorgde hij ervoor door het openstellen van hun huis voor vele verzetsactiviteiten dat heel veel mensen geholpen konden worden. Het huis was een doorgangsadres voor Joodse onderduikers die tijdelijk bij hen verbleven totdat er een blijvend onderduikadres gevonden kon worden. Ook vergaderde daar tweemaal per week de hele verzetsorganisatie om overvallen op gemeentehuizen te plannen, koeriersters te bevoorraden met illegale kranten, bonkaarten voor boerderijen waar onderduikers gehuisvest waren bijeen te brengen en verdelen en meer. Tinkelenberg was hiervoor verantwoordelijk, alsmede voor de coördinatie van de opvang van de wapendroppings bij het Sneekermeer door geallieerde vliegtuigen en de verdeling ervan onder de verzetsgroepen.

## Arrestatie
Door het oprollen van een deel van de verzetsorganisatie door de Duitsers, waaronder de gewestelijk operatieleider kapitein Pander en diens adjudant F. Wierda, waren deze in het bezit gekomen van gegevens over de gehele organisatie van het Friese verzet. Wierda had de bewapening en opslagplaatsen van de tien districten van de BS geregistreerd waardoor ook de rol en activiteiten van Tinkelenberg bekend waren geworden. Op 8 februari 1945 werd door de Duitsers een reeks van arrestaties en operaties uitgevoerd. Zo ook omsingelden de SA (een Belgische afdeling) en de SS het dorp Sybrandaburen op die dag. Tinkelenberg werd gearresteerd en zijn gehele huis werd doorzocht. Hij werd overgebracht naar het politiebureau te Sneek en met collega-verzetsstrijders Ferdinand Keulen en Kees van Balen uit Terzool, Yde Beeksma, Sjoerd de Jong en Watse Buitenveld opgesloten. Het verzet te Sneek ondernam korte tijd later een bevrijdingsactie en wist Ferdinand Keulen te ontzetten. Helaas was de dag na arrestatie Tinkelenberg als belangrijkste verzetsman overgebracht naar de gevangenis Crackstate in Heerenveen waardoor hij de bevrijdingsactie misliep. Hier bracht zijn vrouw hem nog wekelijks eten en levensmiddelen.

## Executie
Op 8 maart werden hij en vier andere verzetsstrijders, Pieter Anne Glastra van Loon, Jacob Hijlkema, Bauke van der Pal en Heinrich Roth na zware martelingen ondergaan te hebben, meegenomen naar het dorp Dongjum. Hier werden ze standrechtelijk geëxecuteerd op de akker van een boer. Op de plek van de executie is later een klein gedenkteken geplaatst. De fusillade was een represaillemaatregel voor de aanslag die door het verzet was gepleegd op Grietje Sinnema, die tolk was voor de Duitsers in Franeker en verantwoordelijk voor de vordering van paarden bij de boeren in de omgeving.

## Herdenking
Behalve het monument in het weiland is er na de oorlog bij de Nederlands-hervormde Kerk van Rauwerd in de gemeente Boornsterhem een rechthoekige gedenksteen opgericht ter herinnering aan de omgekomen verzetsstrijders. Die werd onthuld op 4 mei 1957 en bevat de namen van elf omgekomen verzetsstrijders, waaronder Tinkelenberg. Ook is er in Dongjum in de Nederlands-hervormde kerk een witte plaquette met de namen van de vijf daar vermoorde verzetsstrijders. Tinkelenberg zelf is in augustus 1945 herbegraven op de begraafplaats van de Hervormde Kerk in Sijbrandeburen. Op zijn graf is een herdenkingszuil van de Stichting 1940-1945 geplaatst.